# Уэстфилд (Иллинойс)
Уэстфилд (англ. Westfield) — деревня в округе Кларк, Иллинойс. По данным переписи 2000 года население составляло 678 человек.

## Население
По данным переписи 2000 года население составляло 678  человек, в городе проживало 195 семей, находилось 277 домашних хозяйства и 313 строений с плотностью застройки 120,8 строения на км². Плотность населения 261,8 человека на км². Расовый состав населения: белые — 97,94 %, афроамериканцы — 0,44 %, коренные американцы (индейцы) — 0,88 %, представители других рас — 0,29 %, представители двух или более рас — 0,44 %. Испаноязычные составляли 0,29 % населения. 
В 2000 году средний доход на домашнее хозяйство составлял $31 953 USD, средний доход на семью $37 941 USD. Мужчины имели средний доход $28 750 USD, женщины $24 375 USD. Средний доход на душу населения составлял $14 103 USD. Около 6,2 % семей и 11,2 % населения находятся за чертой бедности, включая 14,5 % молодежи (до 18 лет) и 8,2 % престарелых (старше 65 лет).